# Maria Leijerstam

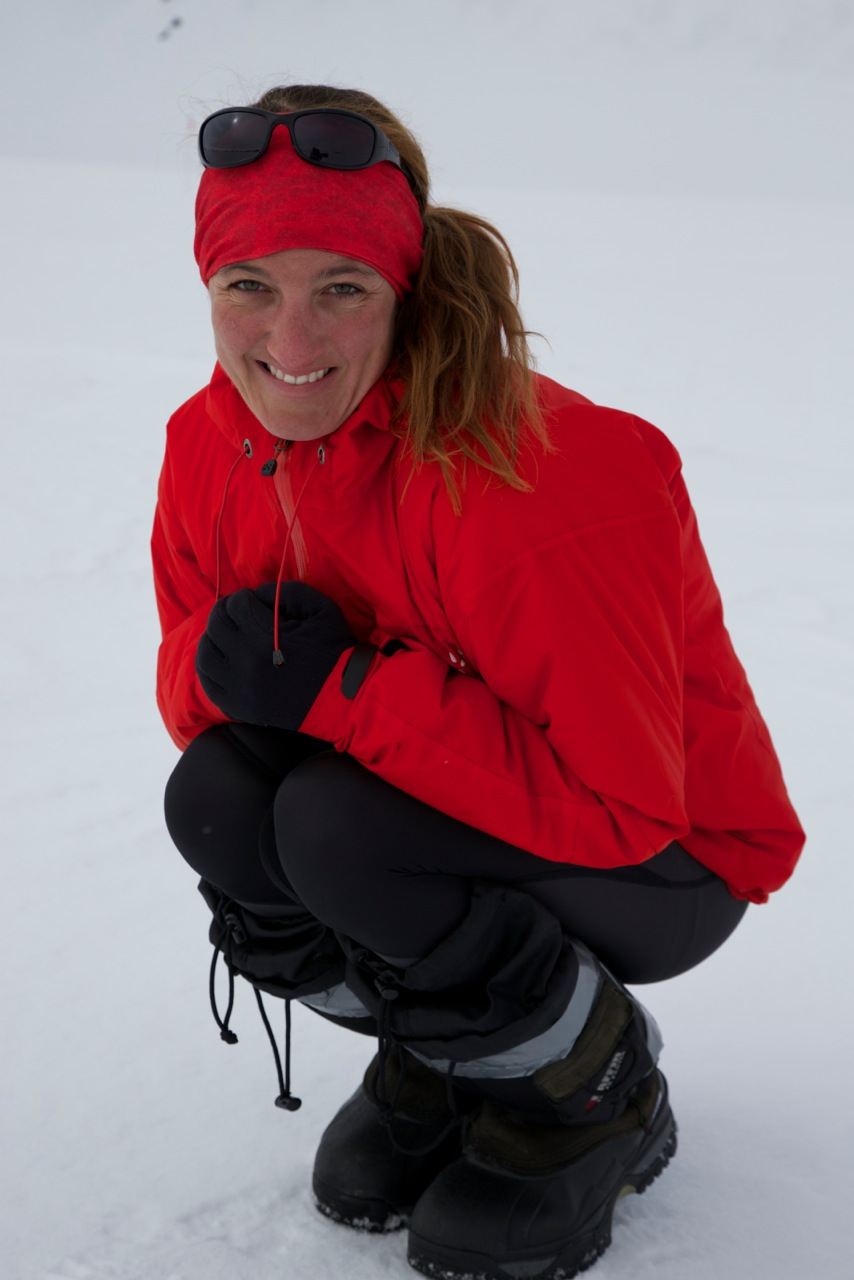
Maria Leijerstam während ihrer Antarktis-Expedition, Anfang 2014

Maria Leijerstam (* 14. Juni 1978 in Aberdare) ist eine schwedischstämmige, britische Extremsportlerin und Abenteurerin. Sie betreibt verschiedene Outdoor-Ausdauersportarten (u. a. Laufen, Fahrradfahren, Kanufahren), teils unter extremen klimatischen Bedingungen. Internationale Bekanntheit erlangte sie vor allem dadurch, dass sie am 27. Dezember 2013 als erster Mensch in der Geschichte den Südpol mit einem Fahrrad erreichte.

## Leben und Wirken

### Privatleben und Beruf
Maria wurde 1978 in Aberdare in Wales geboren. Ihre Eltern, Adrianne und Anders Leijerstam, waren Anfang der 1970er-Jahre von Schweden nach Großbritannien ausgewandert. In ihrer Kindheit und Jugend spielte Maria Tennis, Hockey und Netball. Nach einem Studium der Mathematik in Plymouth arbeitete sie als Unternehmensberaterin für Siemens, BAE Systems und Ford of Europe. 
Im Rahmen ihres Berufslebens tätigte sie viele kürzere und längere Geschäftsreisen ins Ausland; auch lebte sie für mehrere Jahre in Deutschland und Schweden, bevor sie zurück nach Wales zog. Dort lebt sie mit ihrem Partner Wayne Edy, Gründer und Chef des Laufschuh-Herstellers Inov-8, in Bonvilston-Llantrithyd im Vale of Glamorgan nahe Cardiff. In Cardiff betreibt Maria Leijerstam die Agentur MultiSport für das Coaching und (Personal) Training von Sportlern und Abenteurern. Weiterhin ist sie Organisatorin des Multisport-Abenteuerrennens Burn Series.

### Sport
Während ihrer Zeit an der Universität in Plymouth nutzte Leijerstam die Sportangebote des University Officers Training Corps, einer Nachwuchsorganisation der Britischen Armee. 
Hier fand sie am Training in der Natur Gefallen und wurde zu einer begeisterten Outdoor-Sportlerin. Begleitend zu ihrem Studium und ihrer Berufstätigkeit erlernte sie über die Jahre diverse Outdoor-, Wasser- und Wintersportarten, darunter Langstreckenlauf (Einfach- und Doppel-Marathonlauf, Ultramarathon), insbesondere im Gelände (u. a. Geländelauf, Traillauf, Orientierungslauf, Berglauf), Bergsteigen (u. a. 2009 Besteigung des Mont Blanc), Wandern und Trekking, Skifahren und Skilanglauf, Fahrradfahren, insbesondere im Gelände (Mountainbike, Cross Country), Multisport (u. a. Duathlon, Triathlon), Kanusport (Kanumarathon, Seekajak, Surf Ski) und Segeln sowie Offroad- und Rallyerennfahren.
In vielen dieser Sportarten nahm Maria Leijerstam auch erfolgreich an Wettkämpfen in aller Welt teil. Zu ihren vielen Erfolgen zählen unter anderem vordere Plätze beim Kanumarathon Devizes to Westminster International (2014), dem Multisport-Abenteuerrennen Patagonian Expedition Race (2013), dem Surf-Ski-Rennen Rhoose Ski Race (2012), dem Siberian Black Ice Race, einem mehr als 600 km langen Radrennen über den zugefrorenen Baikalsee (2012), dem Triathlon Ironman UK (2010), der Autorallye Land Rover G4 Challenge (2009), dem Multisportrennen Three Peaks Yacht Race, bestehend aus Segeln, Radfahren und Laufen (2008), der Turas World Series Adventure Race (2008), und dem Marathon des Sables, einem Etappen-Ultramarathon durch die Sahara (2007).

#### Rekordfahrt mit dem Rad zum Südpol

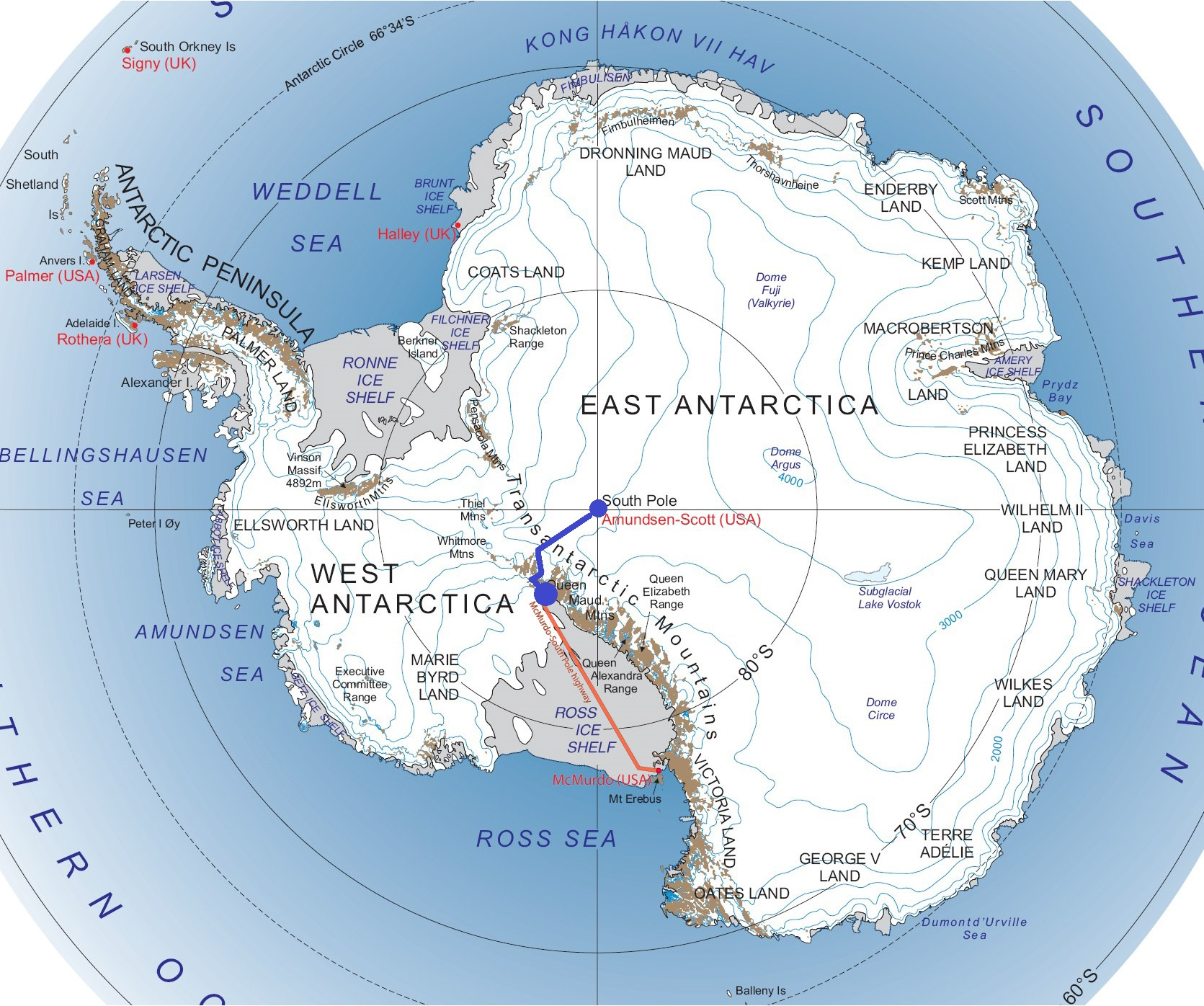
Streckenführung der von Leijerstam benutzten Route (blau) auf der South Pole Traverse (rot)
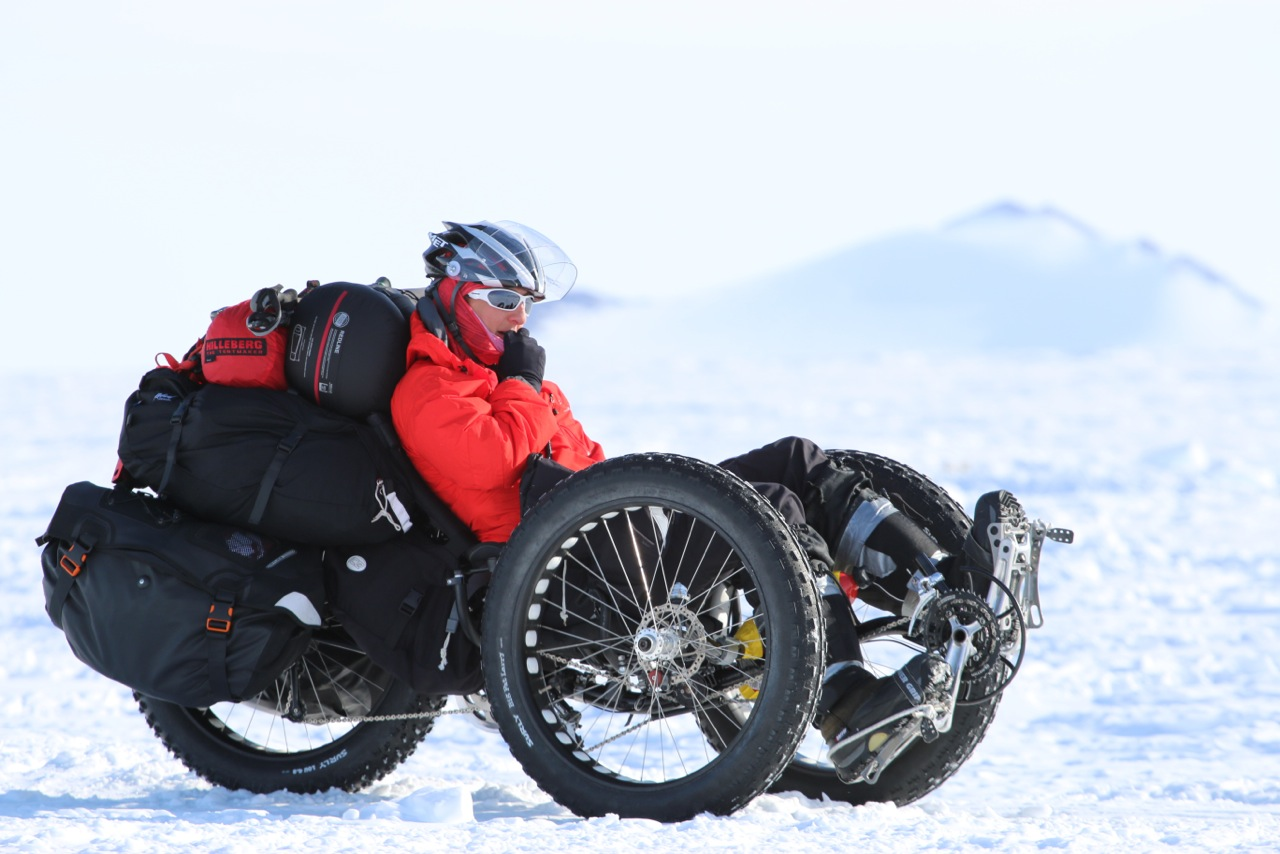
Maria Leijerstam auf ihrem Polar Cycle
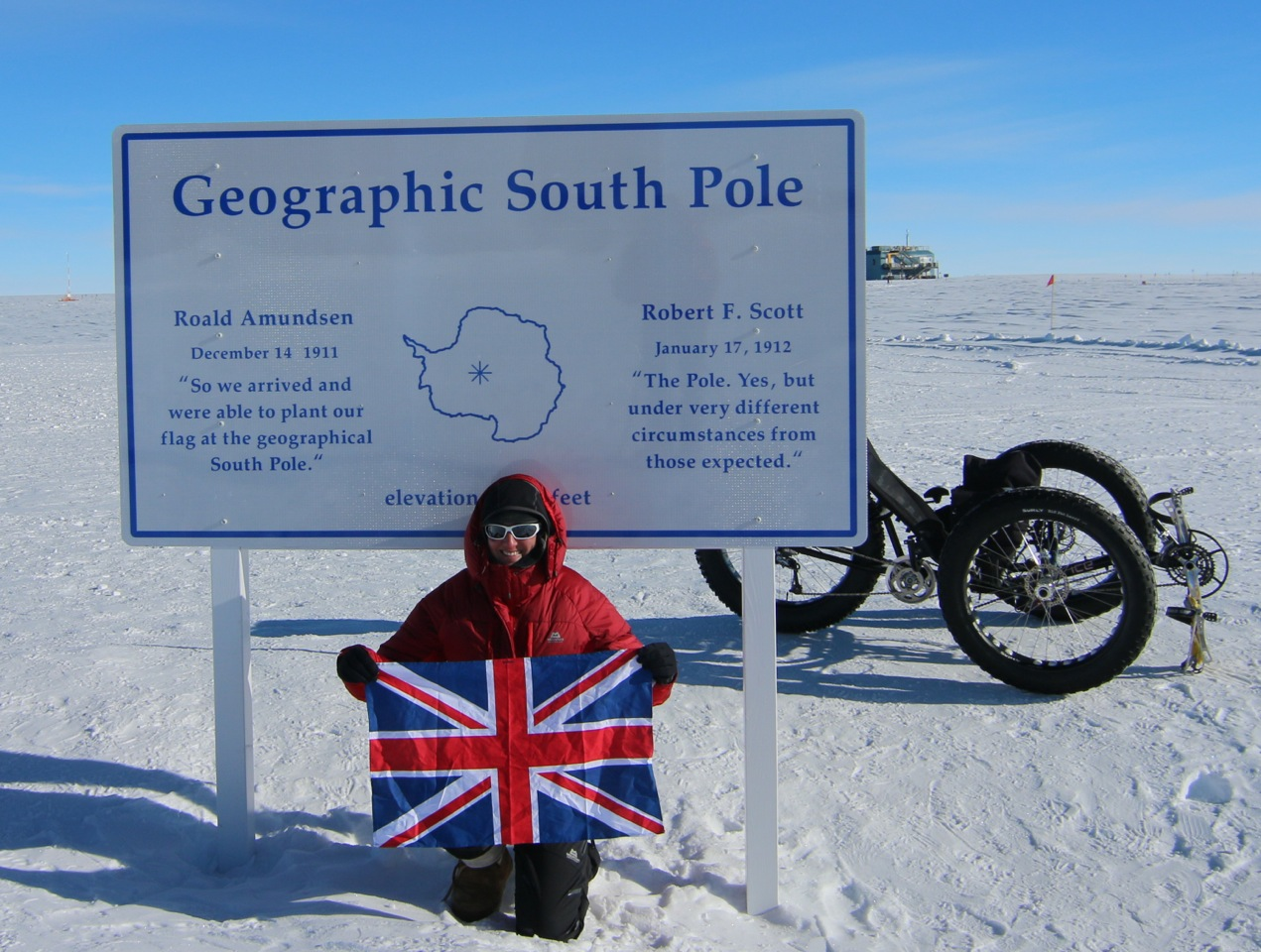
Maria Leijerstam am Südpol

Ende 2013 begab sich Maria Leijerstam unter dem Projektnamen White Ice Cycle auf eine Antarktis-Expedition, in deren Verlauf sie mit einem Fahrrad, genauer gesagt einem Liegedreirad (Trike), von der Küste des antarktischen Kontinentes bis zum Südpol fuhr. 
Laut Eintrag im Guinness-Buch der Rekorde ist Leijerstam der erste Mensch, der den Pol per Fahrrad erreicht hat. Weiterhin hält sie den Rekord für die schnellste Reise vom Rand des antarktischen Festlandes bis zum Südpol mit Muskelkraft.
Leijerstam legte die fast 650 Kilometer lange Strecke vom Ross-Schelfeis am Rand des antarktischen Festlandes bis zum geographischen Südpol in etwas mehr als zehn Tagen zurück. Bei der Fahrt folgte sie der South Pole Traverse, einer Piste, die regelmäßig von schweren Raupenfahrzeugen benutzt wird, um Brennstoff, Nahrung und andere Ausrüstung zur Amundsen-Scott-Südpolstation zu liefern. 
Diese Piste führt über einen steilen Anstieg durch das Transantarktische Gebirge, über den 2941 m hohen Leverett-Gletscher und schließlich fast 500 km über das antarktische Hochplateau. Bei der Fahrt musste sie gegen extreme Kälte, starken Wind, Schneeverwehungen auf der Strecke und andere Widrigkeiten ankämpfen.
Für ihre Fahrt benutze Leijerstam ein Trike mit dem Namen Polar Cycle. Hierbei handelt es sich um ein modifiziertes Modell des britischen Herstellers Inspired Cycle Engineering (ICE) mit grob profilierten, 4,5 Zoll (114 mm) breiten Ballonreifen sowie einer modifizierten Gangschaltung mit besonders kurzen Übersetzungen. 
Um Schneeverwehungen zu durchqueren, konnten Ski-Kufen unter die Vorderräder montiert werden. Nur aufgrund der Fähigkeit des Trikes, auch große Steigungen zu bewältigen, konnte Leijerstam die kurze Route über die Südpol-Traverse wählen; auf diesem Weg war sie deutlich schneller als zwei männliche Mitbewerber, die parallel einen Rekordversuch mit konventionellen, zweirädrigen Fahrrädern unternahmen und die dabei die traditionelle flachere, aber erheblich längere Route von der Herkules-Bucht am Rand des Filchner-Ronne-Schelfeises benutzten.